# Marco Marilungo
Marco Marilungo (Porto San Giorgio, 1971) è un disegnatore italiano.

## Biografia
Nato a Porto San Giorgio nel 1971, ben presto mostra una innata propensione per la vignetta e la satira. Nei suoi lavori, sia vignettistici che pittorici, emerge il suo senso ironico che dà una visione tragica ad una realtà apparentemente innocua.
Agli inizi degli anni novanta le sue vignette appaiono su Cuore e La Settimana Enigmistica oltre che su varie testate minori, e apparizioni in varie testate internazionali tra le quali Die Zeit.
A metà degli anni novanta si diploma a pieni voti all'Accademia di Belle Arti di Macerata dove tuttora è docente di Tecniche di Animazione Digitale .
La sua fama è dovuta alla lunga collaborazione con l'agenda Smemoranda nella quale sono apparse svariate decine di vignette ininterrottamente dall'edizione del 1996 fino ad oggi.
Per progetti di divulgazione culturale promossi da scuole ed enti ha realizzato svariate animazioni con la tecnica del cutout animation, utilizzando i disegni dei bambini.
Pioniere del web design, dal 1996 in poi tutta la sua produzione è stata legata al mondo del web. Alcune sue produzioni hanno avuto un notevole successo online grazie anche alla collaborazione con Fanpage.it e al blog della Smemoranda . Tra le tante vignette realizzate ricordiamo tra le più famose quella sugli indignati di Roma, condivisa online in tutto il mondo tramite blog e social network, e il poster sulle Avanguardie artistiche, che è stato pubblicato in oltre 400 blog e su riviste cartacee.
Dal 2000 è socio e direttore creativo della Empix Multimedia di Civitanova Marche (MC).

## Pubblicazioni e contributi
- Anni Dieci, Editore Fioroni
- La Gazza Ladra, periodico di satira del fermano
- La classe è invasa dal principio di inerzia, Kowalski, 2010 (contributo)
- Trame calzanti, ed. Alegre 2010 (contributo)
- Avanguardie Artistiche, raccolta di cartoline, edito dall'Accademia di Belle Arti di Macerata[7]
- Orti di Battaglia, racconti illustrati, Empix Multimedia
- Orto biologico, libro per bambini a cura della Regione Marche

## Produzioni video
- L'avventura degli eroi ecofelici - Animazione - Prod. provincia di Venezia
- La mia Provincia... Fermo - Animazione - Prod. Provincia di Fermo
- Matteo Ricci: un antico ponte tra Macerata e la Cina - Animazione - Prod. Provincia di Macerata[8]
- La Basilica Imperiale di Santa Croce al Chienti - Animazione
- Serrapetrona - Animazione - Prod. comune di Serrapetrona
- Etnica - CD-rom - Prod. Confindustria Ancona
- ABCcibo - CD-rom - Prod. Provincia di Macerata
- A scuola in sicurezza - CD-rom - Prod. Provincia di Macerata
- Basilea 2 - CD-rom - Prod. Camera di Commercio Macerata
- Lube card - CD-rom - Prod. Confindustria Macerata
- Responsabilità sociale di impresa - CD-rom - Prod. Camera di Commercio Macerata

## Mostre
- Arte in pentola - Milano 1996[9]
- Open—Sassoferrato 1999
- Sensibili Sensori - Sarnano 1998
- Artempix - Comune di Porto San Giorgio 2000
- La vignetta e la caricatura - Comune di Porto San Giorgio 2007
- Svignettando - Comune di Sarnano 2008